# BNH (Mesquita)
BNH é um pequeno bairro do município brasileiro de Mesquita, no estado do Rio de Janeiro. Até 1999, o bairro pertencia ao município de Nova Iguaçu e, oficialmente, também chegou a pertencer ao município de Belford Roxo. 
As reivindicações pelo bairro começaram antes da emancipação da cidade de Mesquita, cuja área, até 1999, fazia parte de Nova Iguaçu. Os bairros BNH, Rocha Sobrinho, Jacutinga ( que por sinal era o antigo nome de Belford Roxo ), e Bairro Industrial e o Rio da Prata pertenceram à recém-formada Belford Roxo, pois, na época, a linha Férrea marcava a divisa entre as cidades, e não a Rodovia Presidente Dutra (Via Dutra). No entanto, o caso foi a juízo estadual e federal, de modo que foi feito um acordo. 
Com base nesse acordo, o Rio da Prata permaneceria com Belford Roxo e os bairros BNH, Bairro Industrial,  Jacutinga  e Rocha Sobrinho ficariam com Nova Iguaçu, seguindo a delimitação da Via Dutra. A partir disso, o BNH deixou de ser um sub-bairro de Rocha Sobrinho e tornou-se um bairro independente. Porém, em 1999, com a emancipação do município de Mesquita, cuja área abrangia as localidades citadas anteriormente, o BNH tornou-se um bairro mesquitense. 
Em 2009, a partir da Lei Complementar n.° 009, foram criados 3 distritos em Mesquita: 1º distrito - Centro; 2º distrito - Vila Emil; 3º distrito - Banco de Areia. Hoje, o BNH é um bairro que pertence ao 3º distrito da cidade.

## Origem do nome
O nome "BNH" remete ao nome do Banco Nacional de Habitação, um banco público criado com a Lei n.º 4.380, de 21 de agosto de 1964. O Banco Nacional de Habitação (BNH) foi responsável pela construção dos prédios do bairro, conferindo-lhe o nome posteriormente. 